# Kamienica przy ulicy Mikołaja Zyblikiewicza 11 w Krakowie
Kamienica przy ulicy Mikołaja Zyblikiewicza 11 – zabytkowa kamienica znajdująca się w Krakowie, w dzielnicy I Stare Miasto przy ul. M. Zyblikiewicza, na Wesołej.
Kamienica została wzniesiona w 1907 roku. Zaprojektowana została przez Henryka Lamensdorfa. W latach 1967–1969 budynek przeszedł gruntowny remont.
9 lutego 1993 kamienica została wpisana do rejestru zabytków. Znajduje się także w gminnej ewidencji zabytków.
Po 1989 nieruchomość została poddana reprywatyzacji. Mimo wypłaconego za nią odszkodowania nie przeszła na własność Skarbu Państwa i znalazła się na liście 47 obiektów tzw. dzikiej reprywatyzacji wśród krakowskich kamienic, sporządzonej na przełomie 2017/2018 przez stowarzyszenie Miasto Wspólne, które złożyło w tej sprawie zawiadomienie do prokuratury. Według stanu z 7 marca 2018 prokuratura nie wszczęła jednak śledztwa w sprawie tego adresu.